# کشتی گردشگری لیریکا کلاس
کشتی گردشگری لیریکا کلاس (به انگلیسی: Lirica class) یک کشتی است که طول آن ۲۵۱٫۲۵ متر (۸۲۴ فوت ۴ اینچ) می‌باشد.